# Красний Колос (Аксайський район)
Красний Колос — селище у складі Розсвітовського сільського поселення Аксайського району Ростовської області.
Населення — 998 осіб (2010 рік). Селище газифіковано на 100 %.

## Історія
Селище Красний Колос створено 1945 року.

## Географія
Селище Красний Колос положено у верхів'ях балки Комишуваха, правої притоки Тузлової. Відстань від Красного Колосу до адміністративного центру поселення — селища Розсвіт становить 7 кілометрів, до міста Аксай — 20 км.

### Вулиці
| - вул. Далека, - вул. Зелена, - вул. Миру, - вул. Новобудівна, - вул. Паркова, | - вул. Першотравнева, - вул. Перемоги, - вул. Бузкова, - вул. Радянська, - вул. Степова, | - пров. Дальній, - пров. Мирний, - пров. Новий, - пров. Садовий. |

## Транспорт
Поряд з селищем проходить дорога М4 «Дон».

## Археологія
- Красний Колос — 3 — курганна група, пам'ятник археології. Він розташований на 1 кілометр на північ і північний схід від місця розташування хутора; III тис. до Христа, XIII—XIV ст.[3].
- Красний Колос — 4 — курганна група, яка є пам'яткою археології. Розташована на відстані 1 кілометр на північний схід від хутора; III тис. до Христа, XIII—XIV ст.[4].
- Красний Колос — 5 — курганна група. Пам'ятник археології розташований на 0,8 кілометрів на північний схід від хутора; III тис. до Христа, XIII—XIV ст.[5].
- Красний Колос — 6 — курганна група, яка розташовується на відстані 1,1 кілометр на південний схід від хутора[6].
- Красний Колос — 7 — курганна група, що знаходиться на відстані 1,5 км на південний схід від хутора[7].